# Dmîtro Iaroș
Dmîtro Iaroș (ucraineană Дмитро Ярош; n. 30 septembrie 1971) este un activist politic ucrainean, liderul organizației ucrainene de extremă dreapta Sectorul de dreapta, care a jucat un rol important în Revoluția ucraineană din 2014; și al organizației radicale de dreapta „Trizub” (Тризуб, Tridentul). Este deputat în Rada Supremă a Ucrainei, vicepreședinte al Comitetului pe probleme de securitate națională apărare al Ucrainei, consilier al comandantului suprem al Forțelor Armate Ucrainene (din 5 aprile 2015).
La alegerile prezidențiale din 2014 din Ucraina a bobținut 0,70% din sufragii.